# Shuocheng
 Shuocheng, tidigare romaniserat Shohsien, är ett stadsdistrikt och säte för stadsfullmäktige i Shuozhou i Shanxi-provinsen i norra Kina.